# نادي بيت لاهيا
نادي بيت لاهيا الرياضي هو نادي \رياضي فلسطيني في بلدة بيت لاهيا في شمال قطاع غزة، أسس عام 1979، ويلعب كرة القدم في دوري الدرجة الثانية في القطاع.

## روابط خارجية
- صفحة النادي على موقع فيسبوك